# Atsutane Hirata

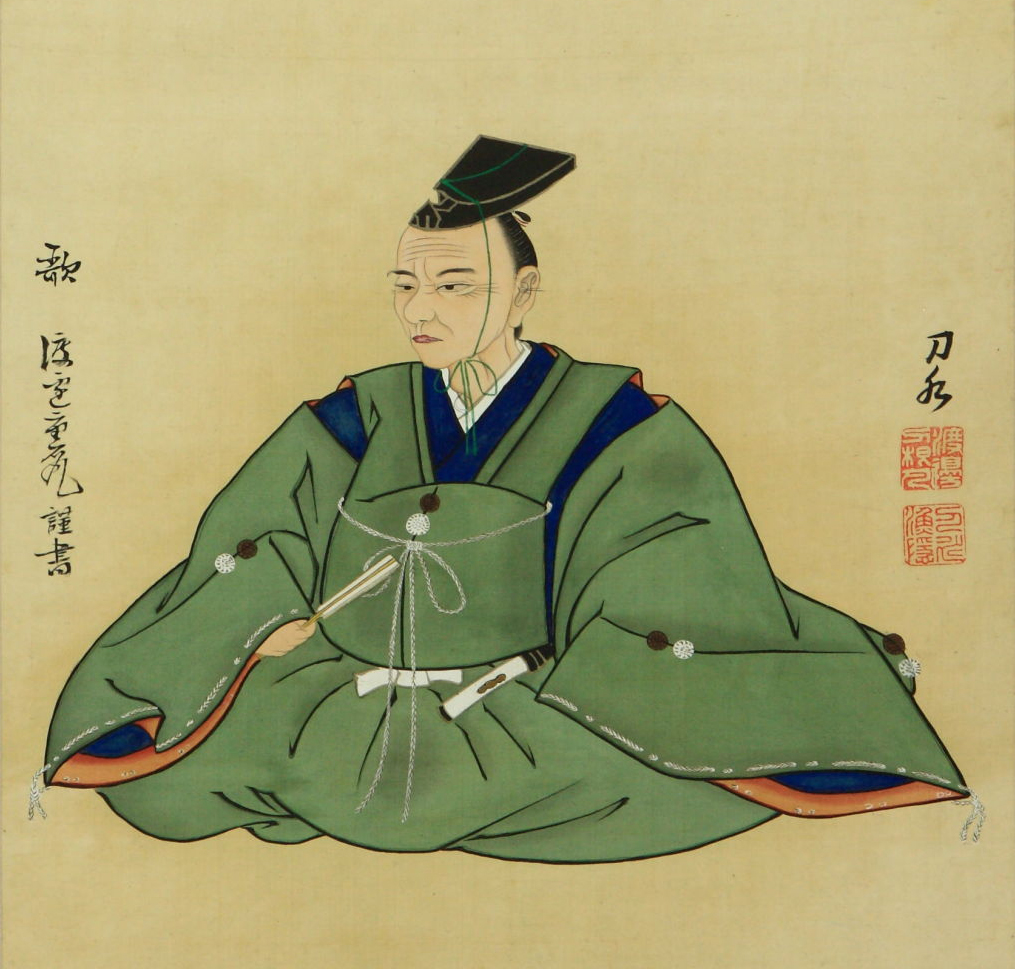
Atsutane Hirata

Atsutane Hirata (jap. 平田 篤胤 Hirata Atsutane; ur. 1776, zm. 1843), pseudonim Ibukinoya (気吹舎) – japoński filozof, twórca ruchu „odrodzonego shintō” (fukko shintō)

## Życiorys
Pochodził z Akity, z ubogiej rodziny samurajskiej. Naprawdę nazywał się Masayoshi Ōwada (大和田 胤行, Ōwada Masayoshi). W młodości studiował myśl konfucjańską w szkole Ansaia Yamazakiego, później zwrócił się ku taoizmowi. W wieku 20 lat osiadł w Edo, gdzie został adoptowany przez samuraja z Matsuyamy, Atsuyasu Hiratę. W 1801 roku, po zapoznaniu się z myślą Norinagi Motooriego, został wyznawcą „narodowej szkoły” kokugaku. Szkoła ta odwoływała się do tradycji japońskich tekstów starożytnych, inaczej niż konkurencyjne szkoły, skupiające się przede wszystkim na dziełach chińskich.
Pozostawił po sobie ponad 100 pism, m.in.: Kamoshō (1803), Kodō taii (1811), Koshichō (1811), Tama no mihashira (1812), Tamadasuki (1824), Koshiden (1825). W oparciu o teksty kronik Kojiki i Nihongi próbował wypracować popularną formę shintō i stworzyć spójną teologię tej religii. Nawoływał do odrodzenia ducha narodowego i krytykował buddyzm, konfucjanizm oraz myśl zachodnią, chociaż z drugiej strony w jego myśli znaleźć można elementy synkretyzmu: włączył buddyjskie bóstwa do panteonu shintō, tradycyjną moralność shintoistyczną utożsamiał z cnotami konfucjańskimi, czerpał również z osiągnięć nauki europejskiej. 
Ideologia Hiraty przepełniona jest przekonaniem o wyższości Japończyków nad innymi narodami i odrzucaniu obcych wpływów kulturowych. Japonia, według Hiraty, była krajem bogów, górującym nad innymi. Nawet najskromniejszy z Japończyków jest lepszy od innych ludzi. Choć doceniał wiedzę Holendrów, przyrównywał ich do psów, a Chińczyków uważał za nieczystych – nie był jednak fanatycznie antycudzoziemski. Uważał, że przyjęcie pewnych wątków myśli zagranicznej może być pożyteczne, choć sympatyzował z izolacjonistyczną polityką siogunatu. Sam zresztą zetknął się z myślą zachodnią i czasem do niej nawiązywał, cytując Nowy Testament, czy przyrównując bóstwa Izanami i Izanagi do Adama i Ewy. Innymi zapożyczeniami mogła być koncepcja jednego boga-stworzyciela (Takamimusubi) i życia w raju po śmierci.
Jego postawa wobec buddyzmu była jednoznacznie wroga. Uważał, że należy pozbyć się wszystkiego, co „zalatuje buddyzmem”, by przywrócić prawdziwego ducha Yamato. Uważał, że buddyzm jest wrogi bogom; że błędnie odrzuca świat doczesny; że niepotrzebnie poszukuje oświecenia, traktując je jako nadzwyczaj trudne, podczas gdy w rzeczywistości człowiek jest z natury oświecony i rozumie wszystko, co mu się jasno wyjaśni. Ta wrogość wobec buddyzmu miała poważne skutki w późniejszych czasach, gdy po restauracji Meiji wybuchały antybuddyjskie zamieszki.
W odróżnieniu od swego nauczyciela, Norinagi, który dążył do odtworzenia autentycznej kultury japońskiej, Hirata tworzył ideologię zwróconą przede wszystkim ku polityce. Hirata i inni uczniowie Norinagi o podobnym nastawieniu postulowali lojalność wobec „Japonii”, a nie wobec lokalnej domeny (han) i jej władcy (daimyō), która dominowała w okresie Edo. Był także aktywnym krytykiem systemu bakufu, uważając, że problemy jakie kraj przeżywa dowodzą, że siogunat nie wypełnia właściwie swoich obowiązków wobec cesarza i ludu. Opowiadał się za przywróceniem władzy cesarzowi i w 1841 roku został z tego powodu zesłany do rodzinnej Akity i umieszczony w areszcie domowym, gdzie zmarł. W chwili śmierci miał 3745 zarejestrowanych uczniów. Uczniowie Hiraty nie obalili siogunatu, stworzyli jednak sprzyjający zmianie klimat intelektualny, a filozofia ich nauczyciela wywarła duży wpływ na nacjonalistyczne nastroje w okresie restauracji Meiji.